# Marienkirche (Haczów)
Die Marienkirche ist eine Holzkirche in Haczów in der Wojewodschaft Karpatenvorland. Das Gebäude wurde 2003 in die Liste des Weltkulturerbes der UNESCO aufgenommen. Die Kirche befindet sich auf der sogenannten Holzarchitekturroute von Podkarpackie (Karpatenvorland).

## Geschichte
Die Kirche wurde Anfang des 15. Jahrhunderts erbaut. Die Wandmalereien stammen aus dem Jahr 1494. 1624 wurde die Kirche bei einem Tatareneinfall beschädigt und dann restauriert und zur Wehrkirche umfunktioniert. Auch der Kirchturm stammt aus dieser Zeit. In den Jahren 1784–1789 wurde die Kirche grundlegend erneuert. 1864 wurden die Wandmalereien restauriert. Von 1999 bis  2009 wurde die Kirche erneut restauriert, nachdem sie von 1944 bis 1980 nicht mehr als Sakralbau genutzt worden war.